# Chebika
Chebika (em árabe: الشبيكة) é uma aldeia e um oásis de montanha situado no sudoeste da Tunísia, na província (gouvernorat) de Tozeur.
A aldeia atual encontra-se nas proximidades da antiga aldeia abandonada em 1969 após grandes inundações que provocaram mais de 400 mortos em toda a Tunísia. Nas palavras do sociólogo francês Jean Duvignaud, a aldeia encontra-se no cruzamento de duas saliências da montanha, que ali se abre para o deserto.
Situa-se 52 km a norte de Tozeur, a norte do Chott el Gharsa e a poucos quilómetros em linha reta da fronteira com a Argélia, 16 km a norte de Tamerza, 110 km a oeste de Gafsa e 475 km a sudeste de Tunes.
Durante o período romano foi o posto avançado de Ad Speculum, situado no limes (fronteira) saariano, que ligava Tébessa a Gafsa. Os romanos usavam espelhos para comunicarem com os outros postos de vigia e assinalar eventuais incursões inimigas. Posteriormente foi um refúgio de berberes.[carece de fontes?]
Muitas das cenas dos filmes Star Wars Episódio IV: Uma Nova Esperança, de 1977, e O Paciente Inglês, de 1996, foram rodadas em Chebika.[carece de fontes?]